# Soukolojoki
Soukolojoki är ett fem kilometer långt vattendrag i Övertorneå kommun, Norrbottens län. Vattendraget har Torne älv som huvudavrinningsområde och är drabbat av miljögifter.